# Stazione di Mefu-Jinja
La stazione di Mefu-Jinja (売布神社駅?, Mefu-Jinja-eki) è una stazione delle Ferrovie Hankyū situata nella città di Takarazuka, nel nordovest della prefettura di Hyōgo. Nella stazione fermano tutti i tipi di treni, dai locali agli espressi.